# Challenger de Rimouski 2014
El Challenger Banque Nationale 2014 fue un torneo de tenis profesional jugado en canchas duras. Se disputó la octava edición del torneo que formó parte del circuito ATP Challenger Tour 2014. Se llevó a cabo en Rimouski, Canadá entre el 17 y el 23 de marzo de 2014.

## Jugadores participantes del cuadro de individuales
| Favorito | País                      | Jugador        | Rank1 | Posición en el torneo |
| -------- | ------------------------- | -------------- | ----- | --------------------- |
| 1        | Bandera de Estados Unidos | Rajeev Ram     | 141   | Cuartos de final      |
| 2        | Bandera de Japón          | Yūichi Sugita  | 145   | Semifinales           |
| 3        | Bandera de Japón          | Hiroki Moriya  | 167   | Segunda ronda         |
| 4        | Bandera de Australia      | Samuel Groth   | 176   | CAMPEÓN               |
| 5        | Bandera de Estados Unidos | Bobby Reynolds | 182   | Primera ronda         |
| 6        | Bandera de Alemania       | Andreas Beck   | 188   | Cuartos de final      |
| 7        | Bandera de Francia        | Vincent Millot | 199   | Segunda ronda         |
| 8        | Bandera de Bélgica        | Niels Desein   | 213   | Segunda ronda         |

| Posición en el torneo   |
| ----------------------- |
| Primera y segunda ronda |
| Cuartos de final        |
| Semifinales             |
| FINAL                   |
| CAMPEÓN                 |

- 1 Se ha tomado en cuenta el ranking del 3 de marzo de 2014.

### Otros participantes
Los siguientes jugadores recibieron una invitación (wild card), por lo tanto ingresan directamente al cuadro principal (WC):
- Hugo di Feo
- Richard Gabb
- Isade Juneau
- Pavel Krainik

Los siguientes jugadores ingresan al cuadro principal tras disputar el cuadro clasificatorio (Q):
- Kevin King
- Nikita Kryvonos
- Adrien Bossel
- Dennis Nevolo

Los siguientes jugadores ingresan al cuadro principal con ranking protegido (PR):
- Giovanni Lapentti
- Izak van der Merwe

## Jugadores participantes en el cuadro de dobles

### Cabezas de serie
| Favorito | País                      | Jugador         | País                 | Jugador            | Rank1 | Posición en el torneo |
| -------- | ------------------------- | --------------- | -------------------- | ------------------ | ----- | --------------------- |
| 1        | Bandera de Australia      | Samuel Groth    | Bandera de Australia | Chris Guccione     | 148   | Cuartos de final      |
| 2        | Bandera de Australia      | Paul Hanley     | Bandera de Canadá    | Adil Shamasdin     | 228   | Semifinales           |
| 3        | Bandera de Estados Unidos | James Cerretani | Bandera de Suecia    | Andreas Siljestrom | 236   | Semifinales           |
| 4        | Bandera de Croacia        | Ante Pavić      | Bandera de Croacia   | Franko Škugor      | 310   | Primera ronda         |

- 1 Se ha tomado en cuenta el ranking del 3 de marzo de 2014.

## Campeones

### Individual Masculino[1]
- Samuel Groth derrotó en la final a  Ante Pavić, 7–63, 6–2

### Dobles Masculino[2]
- Edward Corrie /  Daniel Smethurst derrotaron en la final a  Germain Gigounon /  Olivier Rochus, 6–2, 6–1